# Lesiones por movimientos repetitivos
Las lesiones por esfuerzo repetitivo o lesiones por sobrecarga son trastornos musculoesqueléticos que afectan los tendones,  músculos o articulaciones. En ocasiones se producen por atrapamientos de nervios periféricos y síndromes vasculares. Estos trastornos pueden afectar a la  espalda, cuello, miembros superiores y miembros inferiores. Pueden ocurrir como resultado de actividades deportivas y recreativas, o tener un origen ocupacional. Son el resultado de movimientos repetitivos, posturas forzadas y otras actividades relacionadas con el trabajo y los riesgos ergonómicos.
Los investigadores dan definiciones diversas sobre el concepto de repetitividad. Una de las más aceptadas es la de Silverstein, que indica que el trabajo se considera repetido cuando la duración del ciclo de trabajo fundamental es menor de 30 segundos (Silverstein et al, 1986).  El trabajo repetido de miembro superior se define como la realización continuada de ciclos de trabajo similares; cada ciclo de trabajo se parece al siguiente en la secuencia temporal, en el patrón de fuerzas y en las características espaciales del movimiento.

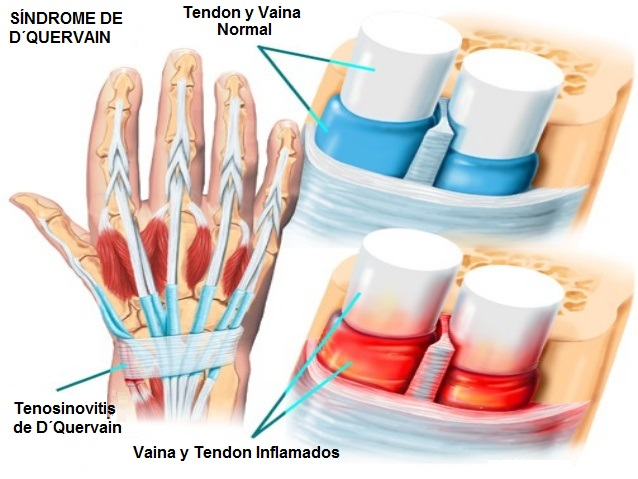
Síndrome de D´quervain

## Definición

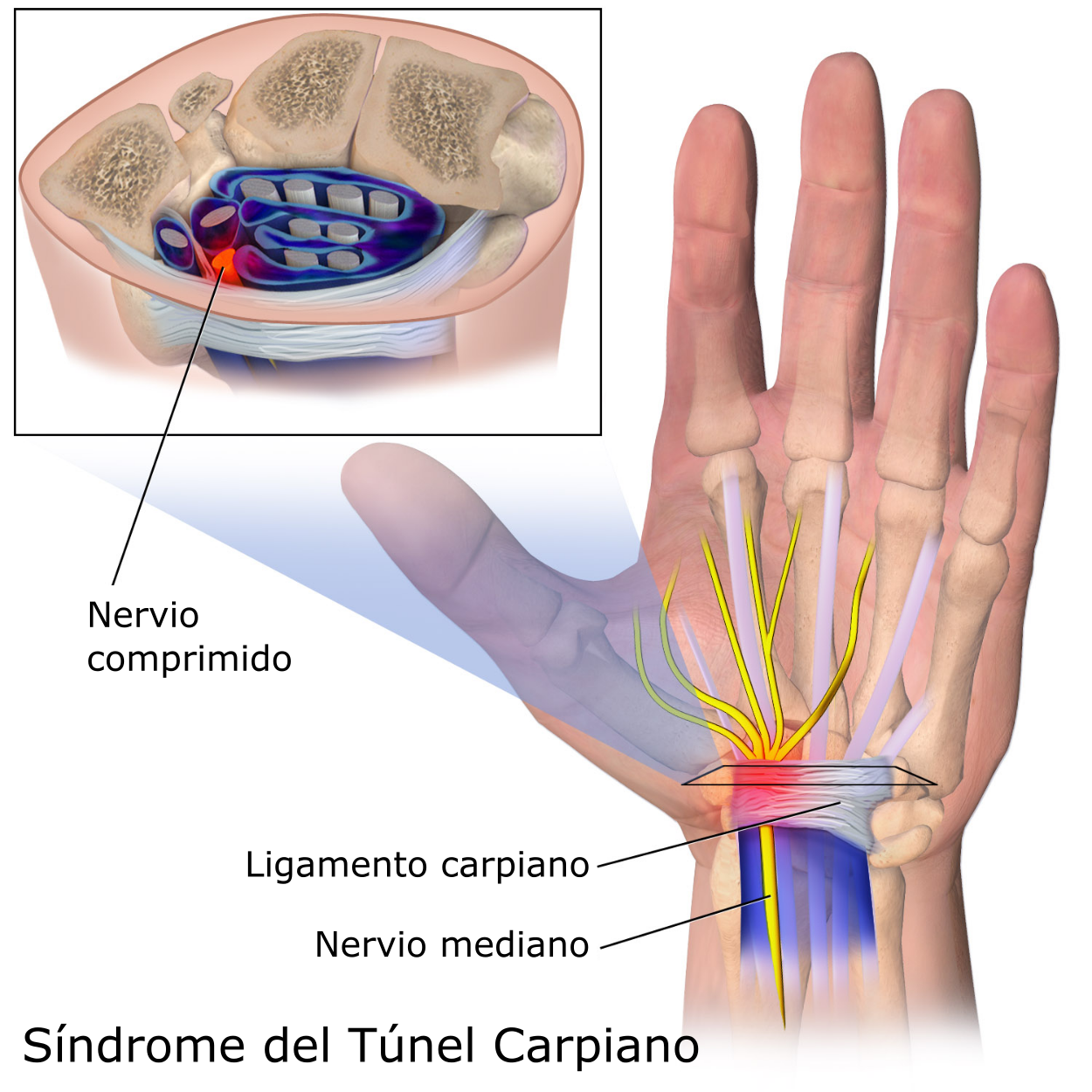
Síndrome del Túnel Carpiano

Las lesiones por esfuerzo repetitivo o trastorno musculoesquéletico son términos utilizados para referirse a una serie de condiciones discretas que pueden estar asociados con las tareas repetitivas, esfuerzos intensos, vibraciones, compresión mecánica, o posiciones sostenidas durante un determinado tiempo.  Los ejemplos de estas condiciones incluyen edema, tendinosis (o con menos frecuencia tendinitis), el síndrome del túnel carpiano, síndrome del túnel cubital, síndrome de Quervain, síndrome de salida torácica, síndrome de intersección, codo de golfista (epicondilitis medial), codo de tenista (epicondilitis lateral), dedo en gatillo (llamada tenosinovitis estenosante), síndrome del túnel radial, y la distonía focal.

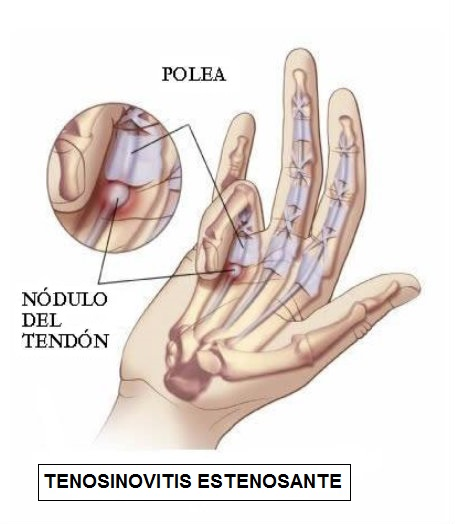
Tenosinovitis estenosante

Desde la década de 1970 ha habido un aumento mundial de las lesiones por esfuerzo repetitivo de los brazos, las manos, el cuello y el hombro atribuido al uso generalizado de máquinas de escribir, computadores, herramientas y equipos en el lugar de trabajo que requieren largos períodos de movimientos repetitivos en una postura fija.